# 47-ма паралель південної широти
47-ма паралель південної широти — лінія широти, що лежить на 47 градусів південніше земної екваторіальної площини. Вона проходить через Атлантичний океан, Індійський океан, Австралазію, Тихий океан та Південну Америку.
На цій широті під час літнього сонцестояння сонце видно 15 годин 57 хвилин, а під час зимового сонцестояння — 8 годин 31 хвилину.

## Список географічних об'єктів, що перетинає 47° пд. ш.
Починаючи з Гринвіцького меридіану та рухаючись на схід, 47-ма паралель південної широти проходить через:
| Координати                                                   | Країна, територія або море | Примітки                                                                               |
| ------------------------------------------------------------ | -------------------------- | -------------------------------------------------------------------------------------- |
| 47°0′ пд. ш. 0°0′ сх. д. / 47.000° пд. ш. 0.000° сх. д.      | Атлантичний океан          |                                                                                        |
| 47°0′ пд. ш. 20°0′ сх. д. / 47.000° пд. ш. 20.000° сх. д.    | Індійський океан           | Проходить південніше островів Принца Едварда, ПАР                                      |
| 47°0′ пд. ш. 147°0′ сх. д. / 47.000° пд. ш. 147.000° сх. д.  | Тихий океан                | Тасманове море                                                                         |
| 47°0′ пд. ш. 167°42′ сх. д. / 47.000° пд. ш. 167.700° сх. д. | Нова Зеландія              | Проходить через острів Стюарт                                                          |
| 47°0′ пд. ш. 168°13′ сх. д. / 47.000° пд. ш. 168.217° сх. д. | Тихий океан                |                                                                                        |
| 47°0′ пд. ш. 74°3′ зх. д. / 47.000° пд. ш. 74.050° зх. д.    | Чилі                       | Айсен — проходить через затоку Сан-Естебан[en] та Північнопатагонське льодовикове поле |
| 47°0′ пд. ш. 71°52′ зх. д. / 47.000° пд. ш. 71.867° зх. д.   | Аргентина                  | Санта-Крус                                                                             |
| 47°0′ пд. ш. 66°48′ зх. д. / 47.000° пд. ш. 66.800° зх. д.   | Атлантичний океан          |                                                                                        |